# Romeo Parkes
Romeo Parkes (Jamaica, 11 de novembro de 1990) é um futebolista profissional jamaicano que atua como atacante, atualmente defende o Isidro Metapán.